# Jelena Grudneva
Jelena Aleksandrovna Grudneva (ryska: Елена Александровна Груднева), född den 21 februari 1974 i Kemerovo, Sovjetunionen, är en rysk gymnast.
Hon tog OS-guld i lagmångkampen i samband med de olympiska gymnastiktävlingarna 1992 i Barcelona.